# Chokri Belaïd
Pour les articles homonymes, voir Belaïd.
Chokri Belaïd (arabe : شكري بلعيد soit [ˈʃokri belˈʕiːd] en arabe tunisien), né le 26 novembre 1964 à Djebel Jelloud et assassiné le 6 février 2013 à El Menzah VI, est un homme politique et avocat tunisien. Son assassinat provoque des manifestations violentes et la plus grave crise gouvernementale depuis la révolution de 2011.

## Biographie

### Études
Chokri Belaïd étudie le droit en Irak avant de poursuivre des études de troisième cycle à l'université Paris-VIII, en France.
Dans les années 1980, il est très actif au sein de l'Union générale des étudiants de Tunisie dont il est élu membre du bureau exécutif au 18e congrès extraordinaire du syndicat : il est chef de la mouvance des patriotes démocrates à l'université tunisienne. En avril 1987, il est détenu à R'jim Maâtoug, au sud de la Tunisie, sous le régime du président Habib Bourguiba pour son activisme politique en milieu universitaire. Il est relâché en novembre de la même année à la prise du pouvoir par Zine el-Abidine Ben Ali.

### Carrière professionnelle et politique
Il devient avocat, défenseur des droits de l'homme, et plaide souvent dans les procès politiques sous le régime Ben Ali. En 2008, il dénonce la répression des grèves de Gafsa et dirige le groupe d'avocats chargés de défendre les mineurs mis en accusation à la suite de ce mouvement social.

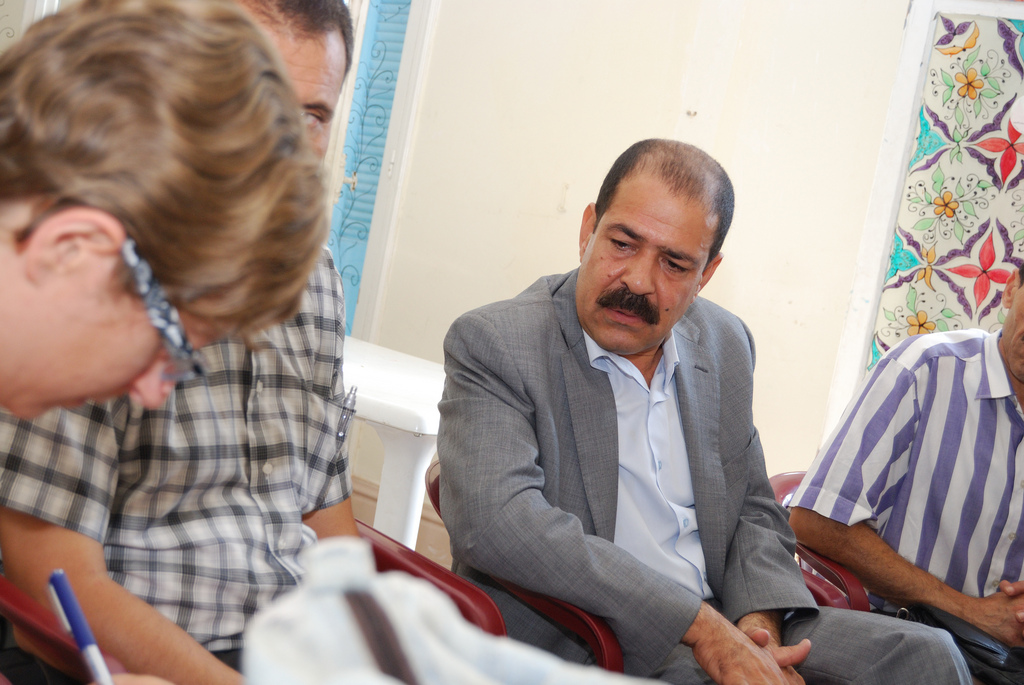
Chokri Belaïd au siège de son parti à Tunis en 2011.

Au lendemain de la révolution de 2011, il devient membre de la Haute instance pour la réalisation des objectifs de la révolution, de la réforme politique et de la transition démocratique. Il est aussi membre du Conseil de l'ordre national des avocats de Tunisie. Le 12 mars 2011, il obtient la légalisation de son propre parti politique, le Mouvement des patriotes démocrates et, le 2 septembre 2012, il crée le Parti unifié des patriotes démocrates avec d'autres militants patriotes démocrates. Il participe avec celui-ci à la création du Front populaire, une coalition de partis de gauche.
En mai 2012, il est l'avocat de la chaîne de télévision Nessma, accusée d'avoir diffusé le film Persepolis.

### Positions
Dans plusieurs prises de position publiques, Chokri Belaïd critique vivement la poussée de l'islam intégriste en Tunisie, s'en prenant aux promoteurs de ce qu'il désigne comme un « projet salafiste servant un plan de déstabilisation américano-qatari-sioniste » et reprochant au parti Ennahdha au pouvoir sa complaisance à l'égard de ces mouvements extrémistes.
« La Tunisie est transformée en marché pour les criminels américano-sionistes manipulant nos jeunes pour les envoyer mourir en Syrie et défendre un projet qui n'est pas le leur » déclare-t-il sur un plateau de télévision ; il va jusqu'à préciser que « 5 000 jeunes Tunisiens et d'autres nationalités suivent des entraînements (dans un camp de djihadistes situé dans la localité de Lewtiya, à proximité de la frontière libyenne) pour qu'une partie d'entre eux soit envoyée en Syrie et une autre pour s'occuper de semer la violence en Tunisie ».

### Assassinat

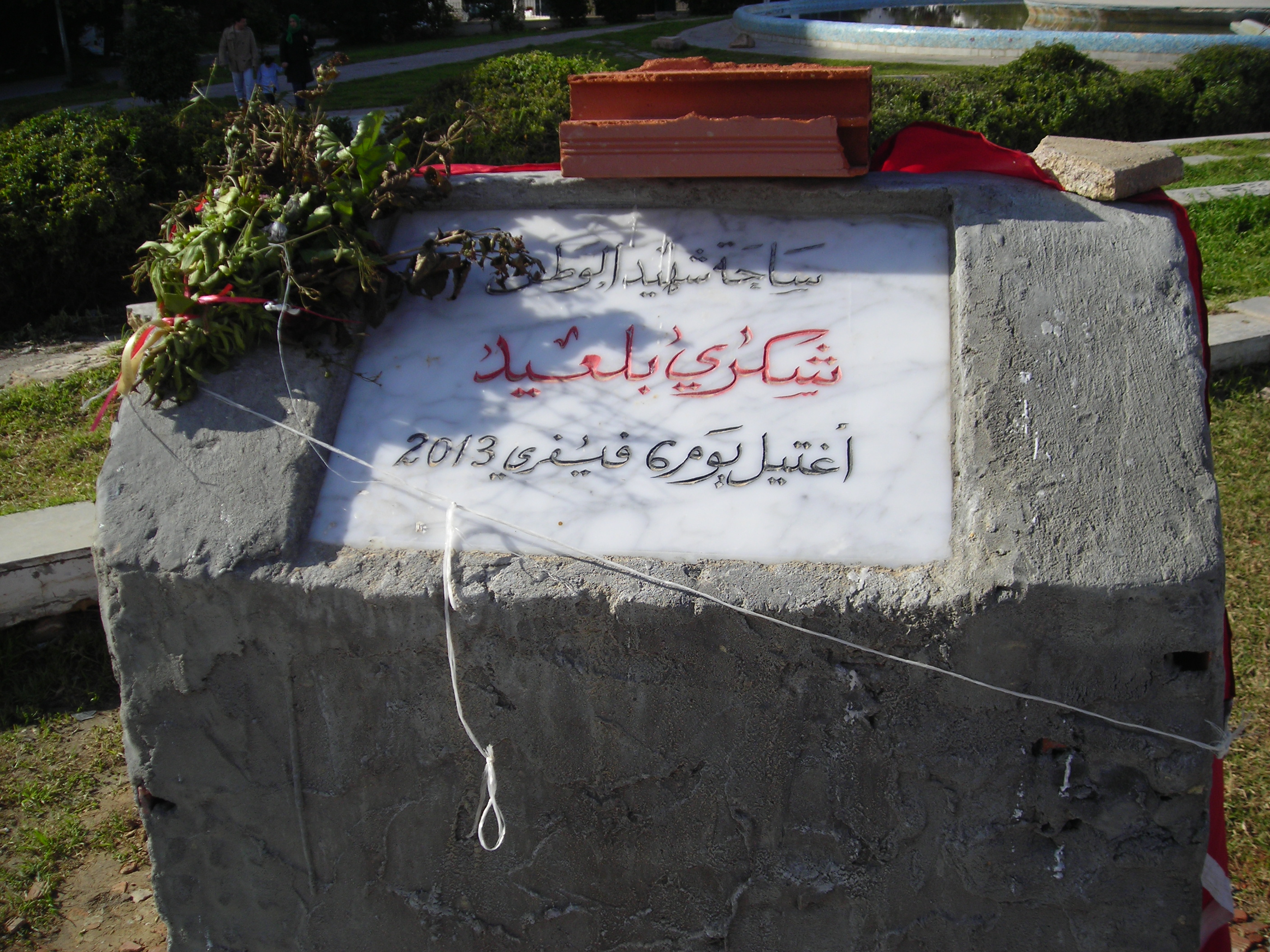
Mémorial en hommage à Chokri Belaïd (El Menzah VI).

Il est assassiné par balles le 6 février 2013 alors qu'il sort en voiture de son domicile du quartier d'El Menzah VI,. Il est transporté d'urgence à la clinique Ennasr, où plusieurs personnalités politiques et culturelles sont rassemblées. Il meurt à 8 h 45.
Cet assassinat déclenche alors de nombreuses manifestations dans tout le pays. En signe de protestation contre cet assassinat, les bureaux d'Ennahdha à Sfax, Monastir, Béja, Gafsa et Gabès sont brûlés et saccagés, les manifestants demandant le départ du gouvernement Hamadi Jebali ainsi que de la troïka, en dénonçant leur incompétence. Son frère accuse le parti au pouvoir, Ennahdha, d'avoir fomenté cet assassinat, vu que Belaïd parlait de violence politique et disait qu'il était menacé et sur écoute.
Le président français François Hollande dénonce fermement cet assassinat politique, tout comme l'ambassadeur américain Jacob Walles et le Parlement européen qui lui rend hommage.
Le soir même, le chef du gouvernement, Hamadi Jebali, annonce la dissolution du gouvernement, son remplacement par un autre gouvernement de technocrates, et fait part de l'organisation d'élections à aussi brève échéance que possible,. Le lendemain, Ennahdha désavoue son numéro deux et refuse le gouvernement de technocrates,.

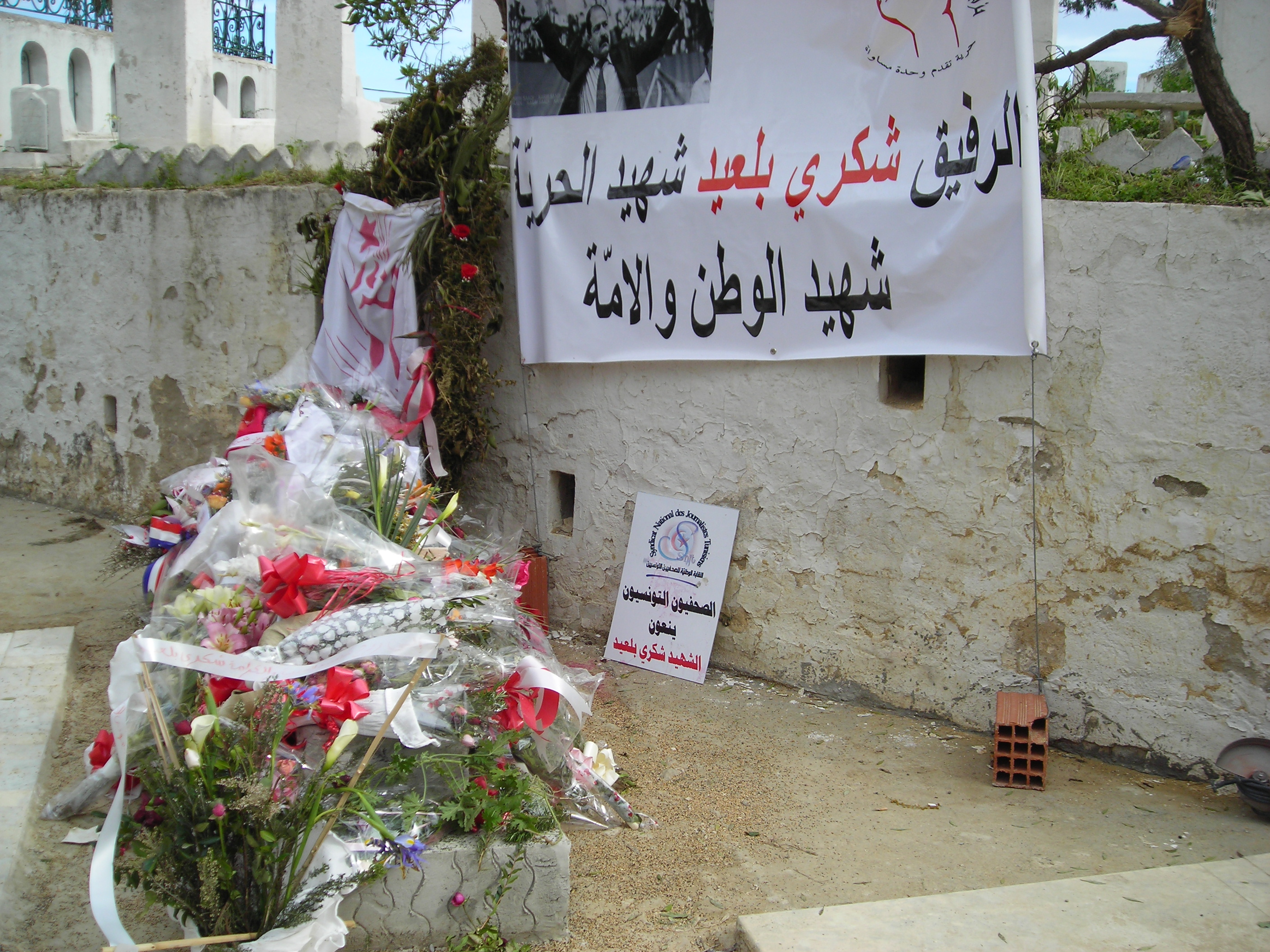
Tombe au cimetière du Djellaz.

Le 7 février, l'Union générale tunisienne du travail (UGTT) déclare une grève générale pour le 8 février sur tout le territoire tunisien. Le même jour, Chokri Belaïd est transporté de la maison de la culture de Djebel Jelloud au cimetière du Djellaz en présence de centaines de milliers de personnes. Sa veuve, Basma Khalfaoui, déclare alors : « Il avait confiance au peuple, il avait confiance en l'intelligence humaine, il avait confiance en l'intelligence des Tunisiens ».
Par ailleurs, Zied El Heni, membre du bureau exécutif du Syndicat national des journalistes tunisiens (en) et journaliste au quotidien Essahafa al Youm, indique que les photos de journalistes, de militants de gauche et de la société civile circuleraient sur les réseaux sociaux tunisiens comme cibles à éliminer. Parmi eux, outre Belaïd, figurent Ahmed Néjib Chebbi (personnalité d'Al Joumhouri), Taoufik Ben Brik (journaliste et écrivain), Habib Kazdaghli (doyen de la faculté des lettres de La Manouba), Nabil Karoui (patron de Nessma), Sami Fehri (directeur d'Ettounsiya TV), Olfa Riahi (blogueuse ayant révélé une affaire de corruption touchant Rafik Abdessalem) et Houcine Abassi, secrétaire général de l'UGTT, menacé de mort début février 2013 au cas où l'organisation syndicale appellerait à la grève générale à la suite du meurtre de Chokri Belaïd.

#### Auteurs
Le 26 février, le ministre de l'Intérieur annonce que le meurtrier est identifié alors que quatre complices, appartenant à un groupe religieux radical, sont arrêtés. Trois jours plus tôt, Amine Gasmi et Yasser Mouelhi ont été interpellés et ont livré les noms d'Ali Harzi, Abou Qatada, Ahmed Rouissi, Marouane Ben Haj Salah, Mohamed Ali Damak et Kamel Gadhgadhi, identifié comme le tueur, qui tous évoluent dans la nébuleuse salafiste. Plusieurs restent en fuite à l'été 2013.
Un an plus tard, Kamel Gadhgadhi est tué le 4 février 2014, lors de l'opération de Raoued.
Le 25 juillet, Mohamed Brahmi, autre figure de l'opposition tunisienne, est assassiné devant son domicile avec la même arme ayant servi à l'assassinat de Chokri Belaïd,,.
L'un des terroristes suspectés dans l'assassinat, Ezzeddine Abdellaoui, ancien agent de la police tunisienne âgé de 38 ans, est arrêté lors d'une opération de la brigade antiterrorisme le 5 août 2013, à El Ouardia, au sud de Tunis. Interrogé le 16 août par le juge d'instruction, il avoue qu'il faisait partie du groupe ayant organisé et perpétré l'assassinat de Belaïd,.
Dans une vidéo rendue publique le 18 décembre 2014, l'assassinat de Chokri Belaïd, ainsi que celui de Mohamed Brahmi, est revendiqué par Boubaker El Hakim, dit Abou Mouqatel, un djihadiste franco-tunisien. Dans la vidéo, où il apparaît avec trois autres hommes, il revendique l'assassinat de Chokri Belaïd et Mohamed Brahmi et menace de commettre d'autres attentats, « tant que la Tunisie n'applique pas la loi islamique ». Il appelle également les Tunisiens à prêter allégeance à l'État islamique,,.
Le 14 mars 2015, Ahmed Rouissi, devenu entretemps l'un des « émirs » du groupe État islamique, est tué à son tour dans des combats à Syrte en Libye.

#### Analyses et conséquences
Plusieurs voix tunisiennes, dont l'ambassadeur en France Adel Fekih, une représentante des droits de l'homme et de façon générale la majorité des partis politiques attribuent la responsabilité politique de l'assassinat au gouvernement de la troïka, en raison de son laisser-faire face au climat de violence politique comme moyen de résolution des conflits, climat favorisé par Ennahdha et la Ligue de protection de la révolution.
Sur le plan politique, la situation est incertaine et qualifiée de critique, le chef du gouvernement confirmant son intention de former un gouvernement de technocrates sans consultation de l'Assemblée constituante, malgré le désaveu par son propre parti. Dans le même temps, son parti annonce se donner un à deux jours pour se livrer à des consultations avant de se prononcer. Après plusieurs jours de tractations, le chef du gouvernement finit par remettre sa démission ainsi que celle de son gouvernement à Moncef Marzouki le 19 février.

### Hommage
Une plaque commémorative lui rendant hommage sur la place Chokri-Belaïd est dévoilée le 6 février 2017 à l'occasion de l'anniversaire de sa mort ; elle suscite une polémique de la part des internautes du fait d'une mise en avant du nom du président de la République tunisienne sur cette plaque, donnant ainsi l'impression d'être avant tout un hommage à Béji Caïd Essebsi qui voit son nom inscrit en grandes lettres d'or alors que celui de Belaïd est mentionné en plus petits caractères noirs. La présidence fait savoir que cette plaque sera modifiée. Il est également décoré à titre posthume des insignes de grand officier de l'ordre de la République tunisienne.

### Vie privée
En 2002, il épouse Basma Khalfaoui, militante et avocate née en 1971 à Tunis, avec qui il a deux filles, Neirouz et Nada.
Sa fille aînée, Neirouz, veut devenir avocate et militer pour les droits de l'homme comme son père.